# Скерцо (филм)
„Скерцо ” је југословенски филм из 1971. године који је режирао Пуриша Ђорђевић.

## Радња
Победник у рату забранио је музику коју је свирао и певао његов противник. Људи који су забављали окупатора платили су животом. Али, у овој причи, главни јунаци Девојка и комесар Мирче тешко налазе нову музику. Јер инструменти су или увијени или расходовани. Зато су потребни штимери, клавир-штимери такође. Девојка одбија љубав комесара Мирчета и окреће лице према клавир-штимеру. Клавир-штимер учи Девојку да свира, али ни то неће да штима. На рађање музике и нових љубави мораће да се сачека.

## Улоге
| Глумац             | Улога             |
| ------------------ | ----------------- |
| Драгомир Чумић     |                   |
| Лидија Боричић     |                   |
| Мирчета Вујичић    |                   |
| Михаило Поповић    |                   |
| Милан Ајваз        | (архивски снимци) |
| Ирена Просен       |                   |
| Предраг Милинковић |                   |
| Душан Вујисић      | (архивски снимци) |
| Лола Морис         |                   |
| Миле Литл          |                   |